# Liste der Naturdenkmale in Oberzent
Die Liste der Naturdenkmale in Oberzent nennt die im Gebiet der Stadt Oberzent im Odenwaldkreis in Hessen gelegenen Naturdenkmale.
| Bild | Bezeichnung        | Ortsteil, Lage                             | Beschreibung                                                                    | Art          | Nr.     |
| ---- | ------------------ | ------------------------------------------ | ------------------------------------------------------------------------------- | ------------ | ------- |
| BW   | Runde Tanne        | Beerfelden 49° 35′ 16,8″ N, 8° 59′ 36,2″ O | Höhe 10 m, Stammumfang 3,05 m                                                   | Waldkiefer   | 437.052 |
| BW   | Zwei Linden        | Beerfelden 49° 32′ 28,3″ N, 8° 58′ 32,5″ O | Höhe 30 m, Stammumfang 3,25 bis 2,95 m                                          | Winterlinde  | 437.053 |
| BW   | Die Kredelseiche   | Beerfelden 49° 35′ 28″ N, 8° 57′ 50″ O     | ca. 300 Jahre alte Traubeneiche, Höhe 30 m, Stammumfang 5,70 m                  | Traubeneiche | 437.054 |
| BW   | Speierling         | Beerfelden 49° 34′ 5″ N, 8° 58′ 55,8″ O    | Höhe 12 m, Stammumfang 2,45 m                                                   | Speierling   | 437.055 |
| BW   | Vier Winterlinden  | Beerfelden 49° 33′ 26,6″ N, 8° 58′ 28,6″ O | Höhe 25 bis 30 m, Stammumfang 2,20 bis 4,50 m                                   | Winterlinde  | 437.056 |
| BW   | Buche am Buchenhof | Beerfelden 49° 35′ 38″ N, 8° 59′ 15,8″ O   | Höhe 25 m, Stammumfang 3,50 m                                                   | Rotbuche     | 437.057 |
| BW   | Rolandsfelsen      | Hesseneck 49° 32′ 55,9″ N, 9° 5′ 2,3″ O    | Sandsteinplatte. 300 m ü. NN                                                    | Sandstein    | 437.351 |
| BW   | Tante-Jenny-Eiche  | Hesseneck 49° 34′ 6,6″ N, 9° 2′ 52,4″ O    | Höhe 26 m. Stammumfang 4,60 m, 500 m ü. NN                                      | Stieleiche   | 437.352 |
| BW   | Wildfrauenstein    | Sensbachtal 49° 32′ 3,8″ N, 9° 2′ 47,2″ O  | Buntsandstein-Felsformation, 290 m ü. NN                                        | Sandstein    | 437.701 |
| BW   | Falkenkeller       | Sensbachtal 49° 32′ 29,5″ N, 9° 1′ 10,6″ O | Felsbildung aus trapezförmiger Sandsteinplatte 7,5 m × 4,5 m groß, 530 m ü. NN  | Sandstein    | 437.702 |
| BW   | Kleeskiefer        | Sensbachtal 49° 30′ 57,6″ N, 8° 59′ 16″ O  | Höhe 24 m, Stammumfang 3,45 m, vermutlich mächtigstes Exemplar im Odenwaldkreis | Waldkiefer   | 437.703 |

## Ehemalige Naturdenkmale
| Bild                          | Bezeichnung     | Ortsteil, Lage                             | Beschreibung                                                                                  | Art        | Nr.     |
| ----------------------------- | --------------- | ------------------------------------------ | --------------------------------------------------------------------------------------------- | ---------- | ------- |
| mehr Fotos \| Fotos hochladen | Die dicke Eiche | Beerfelden 49° 34′ 57,9″ N, 8° 56′ 28,7″ O | eine der stärksten Stieleichen Deutschlands. ca. 800 Jahre alt. Höhe 24 m, Stammumfang 8,20 m | Stieleiche | 437.051 |